# サイレント・ウォーターズ
『サイレント・ウォーターズ』（Silent Waters）は、フィンランドのヘヴィメタル・バンド、アモルフィスが2007年に発表した8作目のスタジオ・アルバム。

## 背景
バンドのセルフ・プロデュース作品だが、ボーカル・パートのみマルコ・ヒエタラがプロデュースした。本作の歌詞は、フィンランドの叙事詩『カレワラ』の登場人物レンミンカイネンにインスパイアされている。
所属レーベルのニュークリア・ブラストは後年、次作『スカイフォージャー』の紹介ページにおいて本作の音楽性を「以前のアモルフィスのアルバムは、前作と次作では劇的に異なっていたが、『エクリプス』と『サイレント・ウォーターズ』は、おおむね同じ音楽的素材を共有している」と説明している。

## 反響
母国フィンランドでは、先行シングル「サイレント・ウォーターズ」が2007年第27週のシングル・チャートで2位を記録。本作は2007年第36週のアルバム・チャートで初登場3位となり、合計13週にわたりトップ40入りした。ドイツのアルバム・チャートでは44位を記録し、『トゥオネラ』（1999年）以来8年振りにトップ50入りを果たした。

## 収録曲
全曲とも作詞はペッカ・カイヌライネンによる。
1. ウィーヴィング・ジ・インカンテイション - Weaving the Incantation – 4:57
  - 作曲：トミ・コイヴサーリ
2. ア・サーヴァント - A Servant – 3:55
  - 作曲：サンテリ・カリオ
3. サイレント・ウォーターズ - Silent Waters – 4:50
  - 作曲：サンテリ・カリオ
4. トワーズ・アンド・アゲインスト - Towards and Against – 4:59
  - 作曲：エサ・ホロパイネン
5. アイ・オブ・クリムゾン・ブラッド - I of Crimson Blood – 5:05
  - 作曲：サンテリ・カリオ
6. ハー・アローン - Her Alone – 6:01
  - 作曲：エサ・ホロパイネン
7. エニグマ - Enigma – 3:34
  - 作曲：エサ・ホロパイネン
8. シャーマン - Shaman – 4:55
  - 作曲：エサ・ホロパイネン
9. ザ・ホワイト・スワン - The White Swan – 4:49
  - 作曲：トミ・コイヴサーリ
10. ブラック・リヴァー - Black River – 3:49
  - 作曲：サンテリ・カリオ

### ボーナス・トラック
1. サイン - Sign – 4:33
  - 作曲：トミ・ヨーツセン

## 参加ミュージシャン
- トミ・ヨーツセン - ボーカル
- エサ・ホロパイネン - リードギター
- トミ・コイヴサーリ - リズムギター
- サンテリ・カリオ - キーボード
- ニクラス・エテレヴォリ - ベース
- ヤン・レックベルガー - ドラムス

アディショナル・ミュージシャン
- マルコ・ヒエタラ - アディショナル・ボーカル
- P・J・グッドマン - アディショナル・ボーカル
- Tanya Kemppainen - アディショナル・ボーカル
- Kaj Kääriäinen - アディショナル・ボーカル
- Jofa "Singin' Manager" - アディショナル・ボーカル